# Хохлова, Татьяна Александровна
Татьяна Александровна Хохлова (род. 27 мая 1948, Горький) — советская и российская оперная певица (сопрано), актриса, оперный режиссёр, педагог, доцент Нижегородской консерватории.
Заслуженная артистка России
Татьяна Александровна Хохлова с 1996 работает в Нижегородской государственной консерватории им. М. И. Глинки, вначале режиссёром оперного класса на кафедре оперного и симфонического дирижирования. Поставила шесть спектаклей «Так поступают все», «Свадьба Фигаро», «Волшебная флейта» Моцарта, «Телефон» Менотти, «Евгений Онегин» и «Иоланта» Чайковского.
Подготовила большое количество вокалистов.
Завершив тридцатилетнюю исполнительскую деятельность в качестве ведущей солистки Нижегородского государственного академического театра оперы и балета им. Пушкина, с 2002 года начала работать штатным педагогом на кафедре сольного пения, а с 2008 года по совместительству и на кафедре музыкального театра.
Её выпускники успешно работают в театрах и филармониях страны. Среди них М. Вербицкий — солист Московского театра «Геликон-опера», дипломант Международного конкурса «Белла Воче» и других конкурсов, ведущая солистка Воронежского театра оперы и балета А.Добролюбова, лауреат Всероссийских конкурсов им. В.Левко и им. Обуховой. Ольга Юрьевна Полякова — дипломант Международного конкурса им. И.Юрьевой и открытого конкурса «Романсиада без границ», преподаватель кафедры музыкального театра ННГК. Т. Джафарова — солистки Нижегородского академического театра оперы и балета, М.Бойчевская и Т.Гейн — солистки Нижегородской филармонии, М.Маликова, продолжающая обучение в Венской Академии музыки и другие.
Т. А. Хохлова ведет активную исполнительскую деятельность, работает концертмейстером-иллюстратором в музыкальном колледже им. Балакирева, ведет мастер-классы и консультации в педагогическом колледже и школе искусств N 18, сотрудничает с ОНИ ДТЮ им. Чкалова. Она постоянно принимает участие в работе жюри на городских, областных, всероссийских и международных конкурсах.